# 냉각제
냉각제(冷却劑)는 기계가 과열되는 것을 막기 위해 기기 사이로 통과시켜 다른 기기로 열을 전달하여 이용하게 하거나 방열해서 식히는 물질을 말한다. 이상적인 냉각제는 높은 열효율과 낮은 점성을 갖고, 가격도 싸고, 독성이 없고, 화학적으로 안정적이고, 냉각 구조 안에서 부식을 일으키지 않아야 한다. 낮은 온도에서 작동하는 냉동 구조에 쓰이는 냉각제는 냉매라고 따로 구분해 부른다.

## 기체
공기는 일반적인 냉각제로 공랭법에 쓰인다. 수동 냉각법인 대류를 이용하거나, 팬을 이용한 강제 순환 방식을 쓰기도 한다. 수소는 열전도율이 높고, 높은 열용량, 낮은 밀도, 낮은 점성으로 고성능 가스 냉각제로 쓴다. 가스 냉각 방식 핵 원자로에는 불활성 기체가 쓰인다.

## 액체
가장 많이 쓰이는 냉각제는 물이다. 높은 열효율과 싼 가격은 열 전달 매개체로 좋은 이점이다. 부식 방지제나 동결 방지제 등의 첨가제가 들어가는 수가 많다.  

## 같이 보기
- 냉각재
- 냉매